# Жанна Дюбаррі (фільм)
«Жанна Дюбаррі» (фр. Jeanne du Barry) — художній фільм режисерки Майвенн. Головні ролі виконують Джонні Депп, Майвенн, Луї Гаррель, П'єр Рішар та Ноемі Львовскі.
Прем'єра фільму відбулась у 2023 році на Каннському кінофестивалі 2023 року.

## Сюжет
Жанна Воберньє — позашлюбна дочка католицького монаха та кухарки Анни. У ранньому віці Жанну відправляють до монастиря, звідки її виганяють за читання еротичних книг. Переїхавши до Парижа, Жанна стає читцем для вдови мадам де ла Гард. Тут вона відточує свою дотепність до рівня аристократів. Проте мадам де ла Гард виганяє Жанну за зв’язки з її синами.
Жанна досягає успіху в лібертинажі та зачаровує багатих коханців як куртизанка. Згодом вона знайомиться з французьким графом («Комте») на ім’я Жан. Його друг, герцог Рішельє, хоче представити Жанну королю Франції.
У 1768 році королева Марія помирає після 43 років як королева-консорт. Наступного року дочки Людовика XV протестують проти нової коханки батька, Жанни, оскільки вони все ще оплакують матір. Оскільки офіційна королева померла, а король не одружується знову, Жанна стає першою леді у Версалі. Вона проводить багато часу у Версалі, а не в Парк-о-Сер.
Жанна обирає Замора своїм пажем. Луїза Французька, наймолодша законна дочка короля, залишає Версаль, щоб стати черницею, не змирившись із присутністю коханки батька. Стефан Франсуа, герцог Шуазель, є прем’єр-міністром Франції, коли 16-річний дофін одружується з 15-річною Марією Антуанеттою в 1770 році. Мерсі є послом ерцгерцогства Австрії, Священної Римської імперії, у Франції.
Король захворів на віспу. Жанна, яку зневажають законна родина короля та католицьке духовенство, швидко виганяється з Версаля після його смерті. Незважаючи на це, після Французької революції Замор зраджує Жанну, і її страчують 8 грудня 1793 року за зв’язки з королівською сім’єю та статус графині, хоча раніше вона була простолюдинкою, перш ніж стати куртизанкою.

## У ролях
- Майвен — Жанна Дюбаррі
- Джонні Депп — король Луї XV
- Бенджамін Лаверн — Жан-Бенджамін де ла Борд
- Мельвіль Пупо — Гійом Дюбарі
- П'єр Рішар — Луї Франсуа дю Плессі
- Паскаль Греггорі — Еманюель-Арман де Він'єро дю Плессі-Рішельє
- Ноемі Львовскі — Енн де Ноай

## Виробництво
У січні 2022 року Джонні Депп отримав роль короля Людовіка XV у фільмі французької режисерки Майвенн «Жанна Дю Баррі». У травні 2022 року до акторського складу фільму приєдналися Луї Гаррель, П'єр Рішар і Ноемі Львовські, а компанія Wild Bunch продала права на прокат фільму на кінофестивалі в Каннах 2022 року. У липні 2022 року фільм був перейменований на «Фаворитку», а прокатом та співфінансуванням фільму зайнялася компанія Netflix.
Основні зйомки розпочалися 26 липня 2022 року у Версалі та інших районах Парижа і тривали 11 тижнів.
Прем'єра фільму відбулася 2023 року, а через 15 місяців він став доступним на сервісі Netflix.